# Julian Baumgartlinger
Julian Baumgartlinger (Salisburgo, 2 gennaio 1988) è un ex calciatore austriaco, di ruolo centrocampista.

## Carriera

### Club
Ha iniziato la sua carriera in Germania, nel Monaco 1860, con cui ha giocato dal 2007 al 2009 collezionando 37 presenze e un gol nella squadra B e 13 presenze senza gol in prima squadra.
Nel luglio del 2009 è tornato in patria all'Austria Vienna, nella sua prima stagione con i "Violetti" ha giocato 30 partite senza mai segnare.
Nella stagione 2010-2011 ha giocato 31 partite e il 13 novembre 2010 ha segnato il primo gol con la maglia dell'Austria Vienna, nella partita vinta per 5-1 contro il Kapfenberg.
Il 28 giugno 2011 è stato ingaggiato dal 1. Fußball- und Sportverein Mainz 05, squadra della Bundesliga tedesca.
Il 19 maggio 2016 viene acquistato dal Bayer Leverkusen. Il 20 gennaio 2018 mette a segno la sua prima rete con la maglia delle aspirine nel successo per 1-4 contro l'Hoffenheim.
Il 24 novembre 2023, dopo molti mesi di assenza dal campo di gioco a causa di un infortunio al ginocchio, annuncia il ritiro dal calcio giocato all'età di 35 anni.

### Nazionale
Ha esordito con la nazionale austriaca nel 2009, venendo poi convocato per gli Europei del 2016 e per quelli del 2020.

## Statistiche

### Presenze e reti nei club.
| Stagione                | Squadra                 | Campionato              | Campionato | Campionato | Coppe nazionali | Coppe nazionali | Coppe nazionali | Coppe continentali | Coppe continentali | Coppe continentali | Altre coppe | Altre coppe | Altre coppe | Totale | Totale |
| Stagione                | Squadra                 | Comp                    | Pres       | Reti       | Comp            | Pres            | Reti            | Comp               | Pres               | Reti               | Comp        | Pres        | Reti        | Pres   | Reti   |
| ----------------------- | ----------------------- | ----------------------- | ---------- | ---------- | --------------- | --------------- | --------------- | ------------------ | ------------------ | ------------------ | ----------- | ----------- | ----------- | ------ | ------ |
| gen.-giu. 2006          | Monaco 1860 II          | RL                      | 10         | 1          | -               | -               | -               | -                  | -                  | -                  | -           | -           | -           | 10     | 1      |
| 2007-2008               | Monaco 1860 II          | RL                      | 17         | 0          | -               | -               | -               | -                  | -                  | -                  | -           | -           | -           | 17     | 0      |
| 2008-2009               | Monaco 1860 II          | RL                      | 10         | 0          | -               | -               | -               | -                  | -                  | -                  | -           | -           | -           | 10     | 0      |
| Totale Monaco 1860 II   | Totale Monaco 1860 II   | Totale Monaco 1860 II   | 37         | 1          |                 | -               | -               |                    | -                  | -                  |             | -           | -           | 37     | 1      |
| 2007-2008               | Monaco 1860             | 2B                      | 5          | 0          | CG              | 1               | 0               | -                  | -                  | -                  | -           | -           | -           | 6      | 0      |
| 2008-2009               | Monaco 1860             | 2B                      | 8          | 0          | CG              | 0               | 0               | -                  | -                  | -                  | -           | -           | -           | 8      | 0      |
| Totale Monaco 1860      | Totale Monaco 1860      | Totale Monaco 1860      | 13         | 0          |                 | 1               | 0               |                    | -                  | -                  |             | -           | -           | 14     | 0      |
| 2009-2010               | Austria Vienna          | BL                      | 30         | 0          | CA              | 3               | 0               | UEL                | 4+5                | 0                  | -           | -           | -           | 42     | 0      |
| 2010-2011               | Austria Vienna          | BL                      | 31         | 1          | CA              | 4               | 0               | UEL                | 2                  | 0                  | -           | -           | -           | 37     | 1      |
| Totale Austria Vienna   | Totale Austria Vienna   | Totale Austria Vienna   | 61         | 1          |                 | 7               | 0               |                    | 11                 | 0                  |             | -           | -           | 79     | 1      |
| 2011-2012               | Magonza                 | BL                      | 26         | 0          | CG              | 3               | 0               | UEL                | 1                  | 0                  | -           | -           | -           | 30     | 0      |
| 2012-2013               | Magonza                 | BL                      | 32         | 0          | CG              | 4               | 1               | -                  | -                  | -                  | -           | -           | -           | 36     | 1      |
| 2013-2014               | Magonza                 | BL                      | 9          | 0          | CG              | 1               | 0               | -                  | -                  | -                  | -           | -           | -           | 10     | 0      |
| 2014-2015               | Magonza                 | BL                      | 26         | 0          | CG              | 0               | 0               | UEL                | 2                  | 0                  | -           | -           | -           | 28     | 0      |
| 2015-2016               | Magonza                 | BL                      | 31         | 2          | CG              | 2               | 0               | -                  | -                  | -                  | -           | -           | -           | 33     | 2      |
| Totale Magonza          | Totale Magonza          | Totale Magonza          | 124        | 2          |                 | 10              | 1               |                    | 3                  | 0                  |             | -           | -           | 137    | 3      |
| 2016-2017               | Bayer Leverkusen        | BL                      | 22         | 0          | CG              | 2               | 0               | UCL                | 6                  | 0                  | -           | -           | -           | 30     | 0      |
| 2017-2018               | Bayer Leverkusen        | BL                      | 22         | 1          | CG              | 2               | 0               | -                  | -                  | -                  | -           | -           | -           | 24     | 1      |
| 2018-2019               | Bayer Leverkusen        | BL                      | 21         | 0          | CG              | 2               | 0               | UEL                | 4                  | 0                  | -           | -           | -           | 27     | 0      |
| 2019-2020               | Bayer Leverkusen        | BL                      | 27         | 2          | CG              | 3               | 0               | UCL+UEL            | 6+4                | 0+0                | -           | -           | -           | 40     | 2      |
| 2020-2021               | Bayer Leverkusen        | BL                      | 17         | 2          | CG              | 2               | 0               | UEL                | 5                  | 1                  | -           | -           | -           | 24     | 3      |
| 2021-2022               | Bayer Leverkusen        | BL                      | 6          | 0          | CG              | 1               | 0               | -                  | -                  | -                  | -           | -           | -           | 7      | 0      |
| Totale Bayer Leverkusen | Totale Bayer Leverkusen | Totale Bayer Leverkusen | 115        | 5          |                 | 12              | 0               |                    | 25                 | 1                  |             | -           | -           | 152    | 6      |
| 2022-2023               | Augusta                 | BL                      | 16         | 0          | CG              | 1               | 0               | -                  | -                  | -                  | -           | -           | -           | 17     | 0      |
| Totale carriera         | Totale carriera         | Totale carriera         | 366        | 9          |                 | 31              | 1               |                    | 39                 | 1                  |             | -           | -           | 436    | 11     |

### Cronologia presenze e reti in nazionale
| Cronologia completa delle presenze e delle reti in nazionale ― Austria | Cronologia completa delle presenze e delle reti in nazionale ― Austria | Cronologia completa delle presenze e delle reti in nazionale ― Austria | Cronologia completa delle presenze e delle reti in nazionale ― Austria | Cronologia completa delle presenze e delle reti in nazionale ― Austria | Cronologia completa delle presenze e delle reti in nazionale ― Austria | Cronologia completa delle presenze e delle reti in nazionale ― Austria | Cronologia completa delle presenze e delle reti in nazionale ― Austria |
| Data                                                                   | Città                                                                  | In casa                                                                | Risultato                                                              | Ospiti                                                                 | Competizione                                                           | Reti                                                                   | Note                                                                   |
| ---------------------------------------------------------------------- | ---------------------------------------------------------------------- | ---------------------------------------------------------------------- | ---------------------------------------------------------------------- | ---------------------------------------------------------------------- | ---------------------------------------------------------------------- | ---------------------------------------------------------------------- | ---------------------------------------------------------------------- |
| 9-9-2009                                                               | Bucarest                                                               | Romania                                                                | 1 – 1                                                                  | Austria                                                                | Qual. Mondiali 2010                                                    | -                                                                      |                                                                        |
| 10-10-2009                                                             | Innsbruck                                                              | Austria                                                                | 2 – 1                                                                  | Lituania                                                               | Qual. Mondiali 2010                                                    | -                                                                      | 67’                                                                    |
| 14-10-2009                                                             | Saint-Denis                                                            | Francia                                                                | 3 – 1                                                                  | Austria                                                                | Qual. Mondiali 2010                                                    | -                                                                      |                                                                        |
| 18-11-2009                                                             | Vienna                                                                 | Austria                                                                | 1 – 5                                                                  | Spagna                                                                 | Amichevole                                                             | -                                                                      | 37’                                                                    |
| 3-3-2010                                                               | Vienna                                                                 | Austria                                                                | 2 – 1                                                                  | Danimarca                                                              | Amichevole                                                             | -                                                                      | 88’                                                                    |
| 11-8-2010                                                              | Klagenfurt am Wörthersee                                               | Austria                                                                | 0 – 1                                                                  | Svizzera                                                               | Amichevole                                                             | -                                                                      |                                                                        |
| 8-10-2010                                                              | Vienna                                                                 | Austria                                                                | 3 – 0                                                                  | Azerbaigian                                                            | Qual. Euro 2012                                                        | -                                                                      | 78’                                                                    |
| 12-10-2010                                                             | Bruxelles                                                              | Belgio                                                                 | 4 – 4                                                                  | Austria                                                                | Qual. Euro 2012                                                        | -                                                                      |                                                                        |
| 9-2-2011                                                               | Eindhoven                                                              | Paesi Bassi                                                            | 3 – 1                                                                  | Austria                                                                | Amichevole                                                             | -                                                                      |                                                                        |
| 25-3-2011                                                              | Vienna                                                                 | Austria                                                                | 0 – 2                                                                  | Belgio                                                                 | Qual. Euro 2012                                                        | -                                                                      |                                                                        |
| 29-3-2011                                                              | Istanbul                                                               | Turchia                                                                | 2 – 0                                                                  | Austria                                                                | Qual. Euro 2012                                                        | -                                                                      | 46’                                                                    |
| 3-6-2011                                                               | Vienna                                                                 | Austria                                                                | 1 – 2                                                                  | Germania                                                               | Qual. Euro 2012                                                        | -                                                                      | 29’                                                                    |
| 7-6-2011                                                               | Graz                                                                   | Austria                                                                | 3 – 1                                                                  | Lettonia                                                               | Amichevole                                                             | -                                                                      | 62’                                                                    |
| 10-8-2011                                                              | Klagenfurt am Wörthersee                                               | Austria                                                                | 1 – 2                                                                  | Slovacchia                                                             | Amichevole                                                             | -                                                                      |                                                                        |
| 2-9-2011                                                               | Gelsenkirchen                                                          | Germania                                                               | 6 – 2                                                                  | Austria                                                                | Qual. Euro 2012                                                        | -                                                                      | 29’                                                                    |
| 6-9-2011                                                               | Vienna                                                                 | Austria                                                                | 0 – 0                                                                  | Turchia                                                                | Qual. Euro 2012                                                        | -                                                                      |                                                                        |
| 7-10-2011                                                              | Baku                                                                   | Azerbaigian                                                            | 1 – 4                                                                  | Austria                                                                | Qual. Euro 2012                                                        | -                                                                      | 22’                                                                    |
| 15-11-2011                                                             | Leopoli                                                                | Ucraina                                                                | 2 – 1                                                                  | Austria                                                                | Amichevole                                                             | -                                                                      |                                                                        |
| 29-2-2012                                                              | Klagenfurt am Wörthersee                                               | Austria                                                                | 3 – 1                                                                  | Finlandia                                                              | Amichevole                                                             | -                                                                      | 77’                                                                    |
| 1-6-2012                                                               | Innsbruck                                                              | Austria                                                                | 3 – 2                                                                  | Ucraina                                                                | Amichevole                                                             | -                                                                      | 67’                                                                    |
| 5-6-2012                                                               | Innsbruck                                                              | Austria                                                                | 0 – 0                                                                  | Romania                                                                | Amichevole                                                             | -                                                                      | 88’                                                                    |
| 15-8-2012                                                              | Vienna                                                                 | Austria                                                                | 2 – 0                                                                  | Turchia                                                                | Amichevole                                                             | -                                                                      | 45’                                                                    |
| 11-9-2012                                                              | Vienna                                                                 | Austria                                                                | 1 – 2                                                                  | Germania                                                               | Qual. Mondiali 2014                                                    | -                                                                      | 81’ 85’                                                                |
| 12-10-2012                                                             | Vienna                                                                 | Kazakistan                                                             | 0 – 0                                                                  | Austria                                                                | Qual. Mondiali 2014                                                    | -                                                                      | 62’                                                                    |
| 14-11-2012                                                             | Linz                                                                   | Austria                                                                | 0 – 3                                                                  | Costa d'Avorio                                                         | Amichevole                                                             | -                                                                      | 46’                                                                    |
| 26-3-2013                                                              | Dublino                                                                | Irlanda                                                                | 2 – 2                                                                  | Austria                                                                | Qual. Mondiali 2014                                                    | -                                                                      | 37’                                                                    |
| 7-6-2013                                                               | Vienna                                                                 | Austria                                                                | 2 – 1                                                                  | Svezia                                                                 | Qual. Mondiali 2014                                                    | -                                                                      | 46’                                                                    |
| 14-8-2013                                                              | Salisburgo                                                             | Austria                                                                | 0 – 2                                                                  | Grecia                                                                 | Amichevole                                                             | -                                                                      | 46’                                                                    |
| 10-9-2013                                                              | Vienna                                                                 | Austria                                                                | 1 – 0                                                                  | Irlanda                                                                | Qual. Mondiali 2014                                                    | -                                                                      |                                                                        |
| 30-5-2014                                                              | Innsbruck                                                              | Austria                                                                | 1 – 1                                                                  | Islanda                                                                | Amichevole                                                             | -                                                                      | 86’                                                                    |
| 3-6-2014                                                               | Olomouc                                                                | Rep. Ceca                                                              | 1 – 2                                                                  | Austria                                                                | Amichevole                                                             | 1                                                                      | 46’                                                                    |
| 8-9-2014                                                               | Vienna                                                                 | Austria                                                                | 1 – 1                                                                  | Svezia                                                                 | Qual. Euro 2016                                                        | -                                                                      |                                                                        |
| 9-10-2014                                                              | Chișinău                                                               | Moldavia                                                               | 1 – 2                                                                  | Austria                                                                | Qual. Euro 2016                                                        | -                                                                      | 33’                                                                    |
| 12-10-2014                                                             | Vienna                                                                 | Austria                                                                | 1 – 0                                                                  | Montenegro                                                             | Qual. Euro 2016                                                        | -                                                                      | 68’                                                                    |
| 27-3-2015                                                              | Vaduz                                                                  | Liechtenstein                                                          | 0 – 5                                                                  | Austria                                                                | Qual. Euro 2016                                                        | -                                                                      |                                                                        |
| 31-3-2015                                                              | Vienna                                                                 | Austria                                                                | 1 – 1                                                                  | Bosnia ed Erzegovina                                                   | Amichevole                                                             | -                                                                      | 61’                                                                    |
| 14-6-2015                                                              | Mosca                                                                  | Russia                                                                 | 0 – 1                                                                  | Austria                                                                | Qual. Euro 2016                                                        | -                                                                      |                                                                        |
| 5-9-2015                                                               | Vienna                                                                 | Austria                                                                | 1 – 0                                                                  | Moldavia                                                               | Qual. Euro 2016                                                        | -                                                                      |                                                                        |
| 8-9-2015                                                               | Solna                                                                  | Svezia                                                                 | 1 – 4                                                                  | Austria                                                                | Qual. Euro 2016                                                        | -                                                                      |                                                                        |
| 9-10-2015                                                              | Podgorica                                                              | Montenegro                                                             | 2 – 3                                                                  | Austria                                                                | Qual. Euro 2016                                                        | -                                                                      |                                                                        |
| 12-10-2015                                                             | Vienna                                                                 | Austria                                                                | 3 – 0                                                                  | Liechtenstein                                                          | Qual. Euro 2016                                                        | -                                                                      | 71’                                                                    |
| 17-11-2015                                                             | Vienna                                                                 | Austria                                                                | 1 – 2                                                                  | Svizzera                                                               | Amichevole                                                             | -                                                                      | 82’                                                                    |
| 26-3-2016                                                              | Vienna                                                                 | Austria                                                                | 2 – 1                                                                  | Albania                                                                | Amichevole                                                             | -                                                                      | 77’                                                                    |
| 31-5-2016                                                              | Klagenfurt am Wörthersee                                               | Austria                                                                | 2 – 1                                                                  | Malta                                                                  | Amichevole                                                             | -                                                                      | 46’                                                                    |
| 4-6-2016                                                               | Vienna                                                                 | Austria                                                                | 0 – 2                                                                  | Paesi Bassi                                                            | Amichevole                                                             | -                                                                      |                                                                        |
| 14-6-2016                                                              | Bordeaux                                                               | Austria                                                                | 0 – 2                                                                  | Ungheria                                                               | Euro 2016 - 1º turno                                                   | -                                                                      |                                                                        |
| 18-6-2016                                                              | Parigi                                                                 | Portogallo                                                             | 0 – 0                                                                  | Austria                                                                | Euro 2016 - 1º turno                                                   | -                                                                      |                                                                        |
| 22-6-2016                                                              | Saint-Denis                                                            | Islanda                                                                | 2 – 1                                                                  | Austria                                                                | Euro 2016 - 1º turno                                                   | -                                                                      |                                                                        |
| 5-9-2016                                                               | Tbilisi                                                                | Georgia                                                                | 1 – 2                                                                  | Austria                                                                | Qual. Mondiali 2018                                                    | -                                                                      | Cap.                                                                   |
| 6-10-2016                                                              | Vienna                                                                 | Austria                                                                | 2 – 2                                                                  | Galles                                                                 | Qual. Mondiali 2018                                                    | -                                                                      | Cap.                                                                   |
| 9-10-2016                                                              | Belgrado                                                               | Serbia                                                                 | 3 – 2                                                                  | Austria                                                                | Qual. Mondiali 2018                                                    | -                                                                      | Cap. 39’ 58’                                                           |
| 12-11-2016                                                             | Vienna                                                                 | Austria                                                                | 0 – 1                                                                  | Irlanda                                                                | Qual. Mondiali 2018                                                    | -                                                                      | Cap. 71’                                                               |
| 15-11-2016                                                             | Vienna                                                                 | Austria                                                                | 0 – 0                                                                  | Slovacchia                                                             | Amichevole                                                             | -                                                                      | Cap. 46’                                                               |
| 11-6-2017                                                              | Dublino                                                                | Irlanda                                                                | 1 – 1                                                                  | Austria                                                                | Qual. Mondiali 2018                                                    | -                                                                      | Cap.                                                                   |
| 2-9-2017                                                               | Cardiff                                                                | Galles                                                                 | 1 – 0                                                                  | Austria                                                                | Qual. Mondiali 2018                                                    | -                                                                      | Cap. 83’                                                               |
| 5-9-2017                                                               | Vienna                                                                 | Austria                                                                | 1 – 1                                                                  | Georgia                                                                | Qual. Mondiali 2018                                                    | -                                                                      | Cap.                                                                   |
| 6-10-2017                                                              | Vienna                                                                 | Austria                                                                | 3 – 2                                                                  | Serbia                                                                 | Qual. Mondiali 2018                                                    | -                                                                      | Cap.                                                                   |
| 9-10-2017                                                              | Chișinău                                                               | Moldavia                                                               | 0 – 1                                                                  | Austria                                                                | Qual. Mondiali 2018                                                    | -                                                                      | 90’                                                                    |
| 14-11-2017                                                             | Vienna                                                                 | Austria                                                                | 2 – 1                                                                  | Uruguay                                                                | Amichevole                                                             | -                                                                      | Cap. 86’                                                               |
| 23-3-2018                                                              | Klagenfurt am Wörthersee                                               | Austria                                                                | 3 – 0                                                                  | Slovenia                                                               | Amichevole                                                             | -                                                                      | Cap.                                                                   |
| 27-3-2018                                                              | Lussemburgo                                                            | Lussemburgo                                                            | 0 – 4                                                                  | Austria                                                                | Amichevole                                                             | -                                                                      | Cap. 65’                                                               |
| 30-5-2018                                                              | Innsbruck                                                              | Austria                                                                | 1 – 0                                                                  | Russia                                                                 | Amichevole                                                             | -                                                                      | Cap. 46’                                                               |
| 2-6-2018                                                               | Klagenfurt am Wörthersee                                               | Austria                                                                | 2 – 1                                                                  | Germania                                                               | Amichevole                                                             | -                                                                      | Cap.                                                                   |
| 10-6-2018                                                              | Vienna                                                                 | Austria                                                                | 0 – 3                                                                  | Brasile                                                                | Amichevole                                                             | -                                                                      | Cap.                                                                   |
| 15-11-2018                                                             | Vienna                                                                 | Austria                                                                | 0 – 0                                                                  | Bosnia ed Erzegovina                                                   | UEFA Nations League 2018-2019 - 1º turno                               | -                                                                      | Cap. 89’                                                               |
| 18-11-2018                                                             | Belfast                                                                | Irlanda del Nord                                                       | 1 – 2                                                                  | Austria                                                                | UEFA Nations League 2018-2019 - 1º turno                               | -                                                                      | 52’                                                                    |
| 21-3-2019                                                              | Vienna                                                                 | Austria                                                                | 0 – 1                                                                  | Polonia                                                                | Qual. Euro 2020                                                        | -                                                                      | cap.                                                                   |
| 24-3-2019                                                              | Haifa                                                                  | Israele                                                                | 4 – 2                                                                  | Austria                                                                | Qual. Euro 2020                                                        | -                                                                      | cap.                                                                   |
| 6-9-2019                                                               | Salisburgo                                                             | Austria                                                                | 6 – 0                                                                  | Lettonia                                                               | Qual. Euro 2020                                                        | -                                                                      | cap. 75’                                                               |
| 9-9-2019                                                               | Varsavia                                                               | Polonia                                                                | 0 – 0                                                                  | Austria                                                                | Qual. Euro 2020                                                        | -                                                                      | Cap.                                                                   |
| 10-10-2019                                                             | Vienna                                                                 | Austria                                                                | 3 – 1                                                                  | Israele                                                                | Qual. Euro 2020                                                        | -                                                                      | Cap. 31’                                                               |
| 13-10-2019                                                             | Lubiana                                                                | Slovenia                                                               | 0 – 1                                                                  | Austria                                                                | Qual. Euro 2020                                                        | -                                                                      | Cap.                                                                   |
| 16-11-2019                                                             | Vienna                                                                 | Austria                                                                | 2 – 1                                                                  | Macedonia del Nord                                                     | Qual. Euro 2020                                                        | -                                                                      | Cap.                                                                   |
| 19-11-2019                                                             | Riga                                                                   | Lettonia                                                               | 1 – 0                                                                  | Austria                                                                | Qual. Euro 2020                                                        | -                                                                      | cap. 46’                                                               |
| 4-9-2020                                                               | Oslo                                                                   | Norvegia                                                               | 1 – 2                                                                  | Austria                                                                | UEFA Nations League 2020-2021 - 1º turno                               | -                                                                      | 86’                                                                    |
| 7-9-2020                                                               | Vienna                                                                 | Austria                                                                | 2 – 3                                                                  | Romania                                                                | UEFA Nations League 2020-2021 - 1º turno                               | -                                                                      | cap. 59’                                                               |
| 7-10-2020                                                              | Klagenfurt am Wörthersee                                               | Austria                                                                | 2 – 1                                                                  | Grecia                                                                 | Amichevole                                                             | -                                                                      | cap. 46’                                                               |
| 11-10-2020                                                             | Belfast                                                                | Irlanda del Nord                                                       | 0 – 1                                                                  | Austria                                                                | UEFA Nations League 2020-2021 - 1º turno                               | -                                                                      | cap.                                                                   |
| 14-10-2020                                                             | Ploiești                                                               | Romania                                                                | 0 – 1                                                                  | Austria                                                                | UEFA Nations League 2020-2021 - 1º turno                               | -                                                                      | cap.                                                                   |
| 11-11-2020                                                             | Lussemburgo                                                            | Lussemburgo                                                            | 0 – 3                                                                  | Austria                                                                | Amichevole                                                             | -                                                                      | 81’                                                                    |
| 15-11-2020                                                             | Vienna                                                                 | Austria                                                                | 2 – 1                                                                  | Irlanda del Nord                                                       | UEFA Nations League 2020-2021 - 1º turno                               | -                                                                      | cap. 78’                                                               |
| 18-11-2020                                                             | Vienna                                                                 | Austria                                                                | 1 – 1                                                                  | Norvegia                                                               | UEFA Nations League 2020-2021 - 1º turno                               | -                                                                      | cap.                                                                   |
| 2-6-2021                                                               | Middlesbrough                                                          | Inghilterra                                                            | 1 – 0                                                                  | Austria                                                                | Amichevole                                                             | -                                                                      | 81’                                                                    |
| 13-6-2021                                                              | Bucarest                                                               | Austria                                                                | 3 – 1                                                                  | Macedonia del Nord                                                     | Euro 2020 - 1º turno                                                   | -                                                                      | 90+3’                                                                  |
| Totale                                                                 |                                                                        | Presenze (9º posto)                                                    | 84                                                                     |                                                                        | Reti                                                                   | 1                                                                      |                                                                        |